# وانو
شهر وانو (به فرانسوی: وانو) در شهرستان او-دو-سن در ناحیه ایل-دو-فرانس با جمعیت ۲۶٬۸۷۸ نفر در کشور فرانسه واقع شده‌است